# 中俄东线天然气管道
中俄东线天然气管道（羅馬化：Sila Sibiri，直译：西伯利亚力量）是西伯利亚东部地区的一条用于将天然气从萨哈（雅库特）共和国运送到滨海边疆区和中国的天然氣管道。天然气管道計畫总长度达到3000至5000公里，是西伯利亚到中国天然气輸送路线的一部分。项目建设耗资达550亿美元，是俄罗斯自苏联解体后最大的基建项目，对满足中国巨大而日渐增长的能源需求，减少煤炭能源带来的环境污染有重要的战略意义。

## 历史

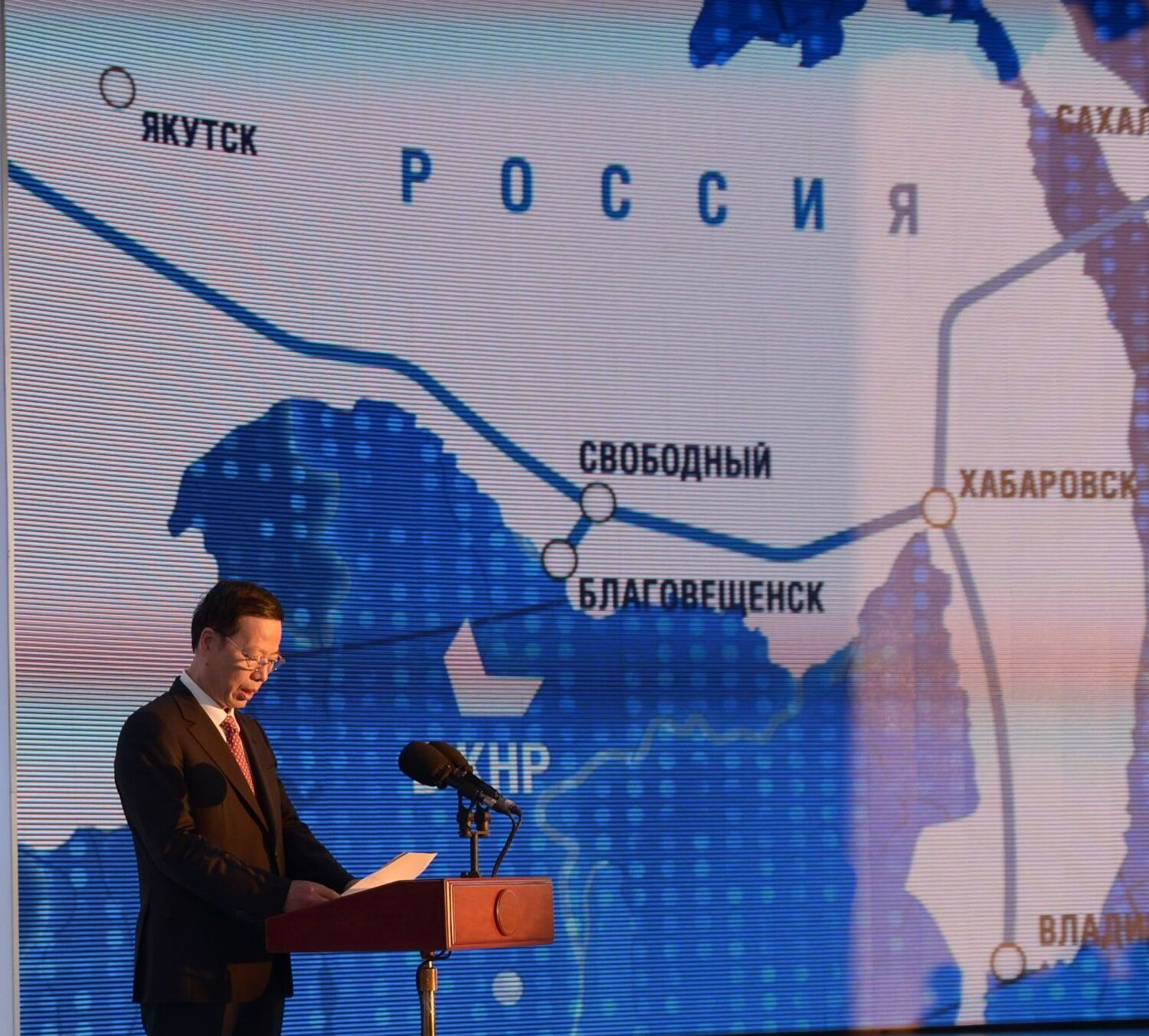
2014年9月1日，俄罗斯总统普京和时任中共中央政治局常委、国务院副总理张高丽出席了在雅库茨克举办的项目东线一期开工仪式。

### 一期工程
2012年10月29日，俄罗斯总统普京派任俄罗斯天然气工业股份公司管理委员会主席阿列克谢·米勒着手参与这条天然气管道的建设，项目名称暂定为“雅库特–哈巴罗夫斯克–符拉迪沃斯托克”（Якутия — Хабаровск — Владивосток）。俄羅斯天然氣工業股份公司舉行了輸氣管道名稱競賽，同年年底，普京正式宣布将其命名为“西伯利亚力量”。
2014年5月21日，中国和俄罗斯两国签订了为期30年价值4000亿美元天然气输送合同，管道建设计划正式开始提上议程。2014年9月1日，俄罗斯总统普京和时任中共中央政治局常委、国务院副总理张高丽出席了在雅库茨克举办的项目东线开工仪式。2015年6月29日，天然气管道在中国境内段施工正式开始，管线计划途经9个省市。
2016年9月4日，时任中国石油天然气集团董事長王宜林和米勒签署了天然气管道黑龙江江底段的建造合同。2019年3月，江底的两条管道悉数完工。2017年，位于阿穆尔州的加压站开始动工，2019年完成建设。
2019年9月30日，东线天然气管道俄方气站开始充气。同年12月2日，天然气管道正式开通。
2020年12月3日，东线天然气管道中段（吉林长岭-河北永清）正式投产运营；使得北京、天津、河北等地可以直接使用俄罗斯的天然气，较原有供气能力提升2700万立方米/日。
2021年6月，东线天然气管道的源头位於俄罗斯阿穆尔州斯沃博德内区的阿穆尔天然气加工厂首列生产线投产。
2022年12月21日，科维克塔气田至西伯利亚力量天然气管线的區段科维克塔-恰扬达段投产运行。這意味着西伯利亚力量天然气管线实现全线贯通。俄羅斯總統弗拉基米爾·普京當日主持啟動儀式，預計到2023年管线輸送的天然气就將增加到380億立方米的滿負荷營運能力。但因為攻打烏克蘭，受到國際集體抵制影響，俄氣（Gazprom）失去了歐盟最大客戶，2023年業務報告中首度錄得虧損高達六千多億盧布，仍亟需尋找新的財源。

### 二期工程
其中預計2700公里穿越俄羅斯境內，有950公里穿越蒙古國領土，可供應至中國與東亞的“西伯利亞二號”管線，就成為了俄方近期的重要事項。該新建管道可每年額外輸送500億立方米的天然氣給中國，雖然在2024年5月16日，北京發布了中俄「關於深化新時代全面戰略協作夥伴關係的聯合聲明」，俄羅斯副總理諾瓦克（Alexander Nowak）稱，項目談判應該已經接近尾聲。但中國則仍待價而沽，據大陸方面消息官方態度一直比較矜持，對是否年內開工仍未有定論，另外蒙古也有意收取高昂建設與過路費，據總理羅布桑那木斯來·雲額爾登（Oyun-Erdene Luvsannamsrai）在年初時透露，該管道工程他認為應該會面臨推遲。但若繞道中國東北，路程將被迫延長2000公里以上，為此，受到國際通緝的普京也在同年9月親自動身，在爭議聲中前往蒙古。

## 概述
当项目全部完工时，管道全长将达到5111公里。其中，新建管道3371公里，利用在役管道1740公里。根据中俄双方的协定，全段建设计划應該在2023年前全部完成。输气量将会逐年增长，首期每年50亿立方米，2023年底全线投产后，将达到每年380亿立方米的输气量，目前合同签订为30年（自2019年底首批俄氣灌入始）。预计全线投产通气后，年最大输气能力可达380亿立方米，惠及沿线四亿人口。管线上共有9个加压站来确保供气畅通，总功率达到1,200百万瓦特。
中俄东线天然气管道采用了1422毫米超大口径、12兆帕高压力等级的天然气管道。按照设计要求，能在零下62摄氏度的恶劣环境下正常运作，纳米复合物覆盖的管道能极大地提高使用寿命。管道的材料在受力时会轻微形变，以防止地震等自然灾害造成管道开裂。管道内部的涂层也经过设计，使得传输时阻力尽可能的小，减少天然气输送过程的能源消耗。而项目所使用的管道总重量更达到了250万吨。
因该工程从建设期到运营期采用数字化、网络化、智能化管理，又被列入中国智能管道的试点工程。

## 中国境内的管线建設與规划
中俄东线天然气管道在中华人民共和国境内共途经九个省区市，北至黑河，經北京在山東轉往江蘇，南至上海長三角經濟圈，设计规划了北段、中段、南段分期建设。其中，北段（黑龙江黑河-吉林长岭）于2019年12月投产通气；中段（吉林长岭-河北永清）于2020年12月3日投产运营；南段（河北永清-上海）于2020年7月启动建设。其中再新建安平至泰兴段和南通至甪直段管道共1243公里，安平至泰兴段管道已于2022年投产运行。2024年11月18日，宣布中俄东线天然气管道工程一期在中國境內全线完工，本次完工的是中俄东线南通至甪直段工程，也是中俄东线的最后一段工程。工程結束後，預計年內完成測試，為後續投入使用做準備。2024年12月2日，中国和俄罗斯东线天然气管道全线贯通。

## 重要意義
东线天然气管道项目对于中国和俄罗斯两国的能源安全都有着重要的意义。对于中国而言，稳定大量的天然气进口可以有效遏制对于煤炭能源的依赖，使天然氣供應多樣化，不再過份依賴海上液化天然氣進口。不過更重要的是環保方面的需要，煤炭占能源比重的下降，又能大大改善中国北方的空气污染状况。对于俄罗斯而言，2014年克里米亚危机及2022年烏克蘭戰爭後，俄罗斯與歐洲及美國的關係幾乎完全破裂，美国和欧盟對其實行嚴厲的经济制裁及減少進口俄羅斯能源，因此俄羅斯轉向亞洲，中國是俄國「能源東方戰略」的重要組成部分，稳定的出口能巩固其能源大国的地位及增加收入。